# Olympische Winterspiele 2014/Biathlon – Staffel (Männer)
Das 4 × 7,5-km-Staffelrennen der Männer im Biathlon bei den Olympischen Winterspielen 2014 fand am 22. Februar 2014 um 18:30 Uhr im Laura Biathlon- und Skilanglaufzentrum statt. Gold ging an die russische Staffel, Silber gewann die deutsche Staffel, die österreichische Mannschaft holte sich Bronze.

## Wettkampfbeschreibung
Beim Staffelrennen gingen vier Athleten einer Nation als Mannschaft ins Rennen. Jeder Athlet hatte dabei eine Laufstrecke von 7,5 km mit je drei gleich langen Runden zu absolvieren. Nach den ersten beiden Runden war jeweils einmal der Schießstand anzulaufen; beim ersten Mal musste liegend, beim zweiten Mal stehend geschossen werden. Anders als in den Einzelwettkämpfen standen den Athleten pro Schießeinlage bis zu drei Nachladepatronen zur Verfügung. Für jede Scheibe, die nach Abgabe aller acht Schüsse nicht getroffen wurde, musste eine Strafrunde mit einer Länge von 150 m absolviert werden. Die Staffelübergabe an den nächsten Athleten erfolgte durch eine eindeutige Berührung am Körper innerhalb einer vorgegebenen Wechselzone. Der letzte Athlet lief am Ende seiner dritten Laufrunde nicht mehr in die Wechselzone, sondern direkt ins Ziel. Sieger war diejenige Nation, deren Staffel als erste das Ziel erreichte.
Totalanstieg: 4 × 258 m, Maximalanstieg: 31 m, Höhenunterschied: 31 m 

19 Staffeln am Start, alle in der Wertung (davon 3 überrundet).

## Ergebnisse
| Platz | Land Sportler                                                                    | Zeit                                                        | Strafrunden + Nachlader                                                     | Differenz (min) |
| ----- | -------------------------------------------------------------------------------- | ----------------------------------------------------------- | --------------------------------------------------------------------------- | --------------- |
| 1     | vakant                                                                           |                                                             |                                                                             | –               |
| 2     | Deutschland Erik Lesser Daniel Böhm Arnd Peiffer Simon Schempp                   | 1:12:19,4 h 17:13,7 min 18:17,4 min 17:54,5 min 18:53,8 min | 0+2 (0+1, 0+1) 0+0 (0+0, 0+0) 0+1 (0+0, 0+1) 0+0 (0+0, 0+0) 0+1 (0+1, 0+0)  | +0:03,5         |
| 3     | Österreich Christoph Sumann Daniel Mesotitsch Simon Eder Dominik Landertinger    | 1:12:45,7 h 17:26,7 min 18:11,4 min 18:04,1 min 19:03,5 min | 0+7 (0+4, 0+3) 0+1 (0+1, 0+0) 0+2 (0+2, 0+0) 0+2 (0+0, 0+2) 0+2 (0+1, 0+1)  | +0:29,8         |
| 4     | Norwegen Tarjei Bø Johannes Thingnes Bø Ole Einar Bjørndalen Emil Hegle Svendsen | 1:13:10,3 h 17:03,4 min 18:07,6 min 18:12,6 min 19:46,7 min | 1+5 (0+2, 1+3) 0+0 (0+0, 0+0) 0+1 (0+1, 0+0) 0+0 (0+0, 0+0) 1+4 (0+1, 1+3)  | +0:54,4         |
| 5     | Italien Christian De Lorenzi Dominik Windisch Markus Windisch Lukas Hofer        | 1:13:15,5 h 17:36,0 min 18:01,4 min 18:54,2 min 18:43,9 min | 0+11 (0+4, 0+7) 0+2 (0+0, 0+2) 0+3 (0+2, 0+1) 0+4 (0+2, 0+2) 0+2 (0+0, 0+2) | +0:59,6         |
| 6     | Slowenien Peter Dokl Jakov Fak Klemen Bauer Janez Marič                          | 1:13:43,1 h 18:04,4 min 17:33,3 min 18:03,9 min 20:01,5 min | 0+5 (0+1, 0+4) 0+0 (0+0, 0+0) 0+2 (0+1, 0+1) 0+3 (0+0, 0+3)                 | +1:27,2         |
| 7     | Kanada Jean-Philippe Leguellec Scott Perras Brendan Green Nathan Smith           | 1:13:46,2 h 17:47,2 min 18:04,3 min 18:24,4 min 19:30,3 min | 1+10 (0+4, 1+6) 1+3 (0+0, 1+3) 0+1 (0+1, 0+0) 0+2 (0+1, 0+1) 0+4 (0+2, 0+2) | +1:30,3         |
| 8     | Frankreich Alexis Bœuf Jean-Guillaume Béatrix Simon Desthieux Martin Fourcade    | 1:13:46,4 h 17:35,4 min 18:13,0 min 18:42,9 min 19:15,1 min | 0+7 (0+3, 0+4) 0+0 (0+0, 0+0) 0+3 (0+1, 0+2) 0+2 (0+0, 0+2) 0+2 (0+2, 0+0)  | +1:30,5         |
| 9     | Ukraine Dmytro Pidrutschnyj Andrij Derysemlja Artem Pryma Serhij Semenow         | 1:14:21,1 h 17:35,4 min 18:17,4 min 18:59,9 min 19:28,4 min | 0+7 (0+6, 0+1) 0+2 (0+2, 0+0) 0+3 (0+2, 0+1) 0+1 (0+1, 0+0) 0+1 (0+1, 0+0)  | +2:05,2         |
| 10    | Schweden Tobias Arwidson Björn Ferry Fredrik Lindström Carl Johan Bergman        | 1:14:32,0 h 18:02,6 min 18:18,2 min 18:52,9 min 19:18,3 min | 0+5 (0+4, 0+1) 0+0 (0+0, 0+0) 0+3 (0+3, 0+0) 0+2 (0+1, 0+1)                 | +2:16,1         |
| 11    | Tschechien Michal Krčmář Jaroslav Soukup Tomáš Krupčík Ondřej Moravec            | 1:15:11,9 h 17:37,1 min 18:14,8 min 19:54,3 min 19:25,7 min | 0+5 (0+3, 0+2) 0+0 (0+0, 0+0) 0+2 (0+1, 0+1) 0+3 (0+2, 0+1) 0+0 (0+0, 0+0)  | +2:56,0         |
| 12    | Slowakei Pavol Hurajt Tomáš Hasilla Miroslav Matiaško Matej Kazár                | 1:15:23,8 h 17:33,4 min 18:37,8 min 19:21,0 min 19:51,6 min | 1+9 (0+3, 1+6) 0+0 (0+0, 0+0) 0+2 (0+0, 0+2) 0+2 (0+1, 0+1) 1+5 (0+2, 1+3)  | +3:07,9         |
| 13    | Belarus Sjarhej Nowikau Uladsimir Tschapelin Jury Ljadau Jauhen Abramenka        | 1:16:02,3 h 18:21,3 min 18:52,2 min 19:01,8 min 19:47,0 min | 0+5 (0+1, 0+4) 0+1 (0+0, 0+1) 0+1 (0+1, 0+0) 0+1 (0+0, 0+1) 0+2 (0+0, 0+2)  | +3:46,4         |
| 14    | Schweiz Claudio Böckli Ivan Joller Serafin Wiestner Benjamin Weger               | 1:16:15,8 h 18:28,3 min 19:11,6 min 18:50,0 min 19:45,9 min | 0+10 (0+3, 0+7) 0+3 (0+0, 0+3) 0+3 (0+3, 0+0) 0+2 (0+1, 0+1)                | +3:59,9         |
| 15    | Bulgarien Michail Kletcherow Iwan Slatew Wladimir Iliew Krassimir Anew           | 1:17:38,4 h 18:25,9 min 20:40,4 min 19:14,9 min 19:17,2 min | 2+8 (0+3, 2+5) 0+1 (0+0, 0+1) 2+4 (0+1, 2+3) 0+3 (0+2, 0+1) 0+0 (0+0, 0+0)  | +5:22,5         |
| 16    | Vereinigte Staaten Lowell Bailey Russell Currier Sean Doherty Leif Nordgren      | 1:17:39,1 h 17:20,7 min 20:11,3 min 19:37,3 min 20:29,8 min | 3+12 (3+8, 0+4) 0+0 (0+0, 0+0) 3+5 (3+3, 0+2) 0+3 (0+3, 0+0) 0+4 (0+2, 0+2) | +5:23,2         |
| 17    | Estland Daniil Steptšenko Kalev Ermits Kauri Kõiv Roland Lessing                 | – 18:05,5 min 20:08,4 min 19:31,2 min LAP                   | 3+12 (2+7, 1+5) 0+1 (0+1, 0+0) 1+3 (0+0, 1+3) 1+3 (1+3, 0+0) 1+5 (1+3, 0+2) | LAP             |
| 18    | Kasachstan Anton Pantow Sergei Naumik Alexander Trifonow Dias Keneschow          | – 18:13,3 min 19:18,0 min 20:02,4 min LAP                   | 0+10 (0+4, 0+6) 0+3 (0+0, 0+3) 0+4 (0+3, 0+1) 0+0 (0+0, 0+0) 0+3 (0+1, 0+2) | LAP             |
| 19    | Polen Krzysztof Pływaczyk Łukasz Szczurek Łukasz Słonina Rafał Lepel             | – 17:53,7 min 21:29,1 min 20:57,5 min LAP                   | 2+12 (1+7 1+5) 0+0 (0+0, 0+0) 2+6 (1+3, 1+3) 0+2 (0+2, 0+0) 0+4 (0+2, 0+2)  | LAP             |
| DSQ   | Russland (1.) Alexei Wolkow Jewgeni Ustjugow Dmitri Malyschko Anton Schipulin    | 1:12:15,9 h 17:19,5 min 18:15,9 min 18:04,8 min 18:35,7 min | 0+8 (0+4, 0+4) 0+2 (0+1, 0+1) 0+3 (0+1, 0+2) 0+1 (0+0, 0+1) 0+2 (0+2, 0+0)  | –               |